# Ридер, Тобиас
То́биас Ри́дер (нем. Tobias Rieder; род. 10 января 1993, Ландсхут, Бавария) — немецкий хоккеист, нападающий. Игрок сборной Германии по хоккею с шайбой.

## Биография
Воспитанник немецкого клуба «Ландсхут». В 2011 году на драфте НХЛ был выбран «Эдмонтоном Ойлерз». 29 марта 2013 года права на хоккеиста были обменяны на Кейла Кесси в «Аризону Койотис». 15 апреля 2013 года Ридер подписал трёхлетний контракт новичка с «Койотис».
В сезоне 2014/15 выступал в АХЛ за «Портленд Пайретс». 2 ноября 2014 года впервые был вызван в основу «Аризоны» и дебютировал в НХЛ, забросив шайбу. 1 декабря 2014 года установил рекорд среди новичков лиги, забив две шайбы с разницей 58 секунд во времени в ворота «Эдмонтона».
Впервые за сборную Германии на чемпионате мира сыграл в 2014 году.